# جون باول وايت
جون باول وايت (بالإنجليزية: John Paul White)‏ هو مغن مؤلف أمريكي، ولد في أغسطس 1972 في مسل شولس في الولايات المتحدة.

## وصلات خارجية
- جون باول وايت على موقع ميوزك برينز (الإنجليزية)
- جون باول وايت على موقع أول ميوزيك (الإنجليزية)
- جون باول وايت على موقع ديسكوغز (الإنجليزية)